# Sead Kapetanović
Sead Kapetanović (ur. 21 stycznia 1972 w Sarajewie) – bośniacki piłkarz występujący na pozycji obrońcy.

## Kariera
Jest wychowankiem Željezničara Sarajewo. W 1992 roku wyjechał do Niemiec, do klubu Viktoria Aschaffenburg. Następnie w latach 1993−1994 występował w SV Wiesbaden. W sezonie 1994/1995 był zawodnikiem FSV Frankfurt. W 1995 roku został piłkarzem VfL Wolfsburg. W barwach tego klubu rozegrał 104 spotkania ligowe, w których strzelił 4 gole. W 1999 roku odszedł do Borussii Dortmund. W 2001 roku powrócił do Bośni, do zespołu FK Sarajevo. W 2003 roku zakończył karierę sportową.
W reprezentacji Bośni i Hercegowiny zadebiutował w 1996 roku. W sumie zagrał w niej w 14 meczach.